# Christian Lefèvre
Christian Lefèvre (19 de febrer del 1954) és un urbanista francès. Professor a l'Institut Francès d'Urbanisme de la Universitat París Est i investigador al centre LATTS (Laboratoire, Techniques, Territoires et Sociétés). Ha realitzat projectes d'estudi del govern de les regions metropolitanes per al Ministeri d'Obres Públiques francès, la ciutat de París, la Comissió Europea i diversos governs i organismes internacionals (OCDE, Nacions Unides i Banc Interamericà per al Desenvolupament, entre d'altres). Del 2002 al 2005 va copresidir la CITTA (Cities as International and Transnational actors), xarxa de recerca de la Fundació Científica Europea. És membre del comitè executiu de l'European Urban Research Association (EURA) i editor de la revista acadèmica Metropoles. És autor de nombrosos articles i llibres, entre els quals destaca Gouverner les métropoles (LGDG-Dexia, 2009).